# Emilio Censi
Emilio Censi (* 21. Juli 1837 in Lamone; † 14. August 1910 in Breganzona) war ein Schweizer Jurist und Politiker (Liberale).

## Leben

### Familie
Emilio Censi war der Sohn des Rechtsanwalts Giovanni Censi († 13. Mai 1881 in Lamone).
Er war mit Giuseppina (geb. Salvi-Frasca) verheiratet; gemeinsam hatten sie mehrere Kinder, zu denen auch ihr Sohn, der spätere Politiker, Carlo Censi gehörte.

### Werdegang
Emilio Censi besuchte das Gymnasium in Lugano und immatrikulierte sich an der Universität Heidelberg zu einem Studium der Rechtswissenschaften und besuchte unter anderem die Vorlesungen von Adolph von Vangerow und Carl Joseph Anton Mittermaier. Nach Beendigung des Studiums, in dem er mit summa cum laude zum Dr. jur. promovierte, hielt er sich einige Zeit in Paris auf und trat darauf 1859 in das Anwaltsbüro von Carlo Battaglini ein; später war er als  Rechtsanwalt in Lugano tätig.
Er war als Präsident der Schifffahrts- und Eisenbahngesellschaft des Luganersees Società di Navigazione e Ferrovie del lago di Lugano und von 1885 bis zu seinem Tod als Präsident des Verwaltungsrats der Banca popolare ticinese und der Elektrizitätsgesellschaft Breganzona tätig. Als Vizepräsident war er im Verwaltungsrat der Società Navigazione e Ferrovie pel lago di Lugano.
Am 5. Februar 1865 wurde er zum Leutnant ernannt und gehörte 1872 als Auditor im Dienstgrad Stabshauptmann der 25. Infanterie-Brigade unter Oberst Costantino Bernasconi an; 1882 erfolgte seine Beförderung zum Major, dazu war er einige Zeit als Grossrichter tätig.
Auf dem Kantonalschützenfest 1873 in Lugano wurde er Schützenkönig.

### Politisches Wirken
Emilio Censi war ein Freidenker.
Er sass von 1889 bis 1893 und von 1897 bis 1901 sowie von 1903 bis 1907 für die Liberal-Radikalen im Tessiner Grossrat und vom 3. November 1873 bis zum 5. Dezember 1875 sowie vom 1. Dezember 1902 bis zum 6. Dezember 1908 im Nationalrat. Bis zu seinem Rücktritt aus dem Nationalrat gehörte er auch der italienischen Redaktionskommission an, die Rechtstexte, die in der Regierung ausgearbeitet worden waren, auf die Richtigkeit und Sprachfassung überprüften.
1892 gehörte er dem Verfassungsrat des Kantons Tessin an; er war hierbei an der Revision der Bundesverfassung von 1874 beteiligt und erreichte die Einfügung der Bestimmung über die sprachliche Gleichstellung.
Er brachte, zusammen mit Stefano Gabuzzi, 1880 in Bern einen Rekurs gegen die Ungerechtigkeit des Tessiner Wahlrechts vor, das mehrfach Anlass zu Unruhe gegeben hatte.
Emilio Censi war als Vermittler am Tessiner Putsch von 1890 beteiligt und wurde von dem damaligen eidgenössischen Kommissär im Tessin, Oberst Arnold Künzli, zugleich mit Agostino Soldati, Stefano Gabuzzi und Emilio Balli  berufen, um die Dekrete für die Volksabstimmungen vom 5. und 26. Oktober, bei denen es um die Revision der Kantonsverfassung ging, zu beraten; an der betreffenden Konferenz nahm auch der damalige eidgenössische Vizekanzler Hans Schatzmann teil.
Er gehörte nach dem Putsch zu den Tessiner Vertretern, die an den Berner Verständigungskonferenzen den friedlichen Übergang zur gemischten Regierung und zur Proporzformel unterstützten.
Emilio Censi unterstützte die Abschaffung der Todesstrafe und den Bau des Gotthardtunnels.

## Mitgliedschaften
Von 1879 bis zu seinem Tod war Emilio Censi Mitglied des Vereins für Volkserziehung Società Demopedeutica.
1873 war er im Tessiner Organisationskomitee des neu gegründeten Schweizerischen Volksvereins, aus dem später die Freisinnig-Demokratische Partei wurde.
Er war 1882/1883 Präsident des Organisationskomitees für das Eidgenössische Schützenfest in Lugano; er wurde hierbei durch seinen Sekretär Curzio Curti unterstützt.

## Schriften (Auswahl)
- La pena di morte. Lugano, 1860.